# Casa del Jou
La Casa del Jou és una obra de Guardiola de Berguedà (Berguedà) inclosa a l'Inventari del Patrimoni Arquitectònic de Catalunya.

## Descripció
Masia d'estructura clàssica coberta a dues aigües amb teula àrab i el carener perpendicular a la façana de llevant on es concentren les obertures, petites finestres quadrades amb llindes de fusta. Està organitzat en planta baixa i dos pisos superiors. El parament és de carreus de pedra molt irregulars sense arrebossar. Adossat a la masia trobem un altre edifici de majors dimensions. És de planta rectangular, cobert a una sola vessant amb tres grans arcs de mig punt que es fa servir com a quadres pel bestiar i pallissa.

## Història
Documentada al segle xviii la masia era jurisdicció dels senyors Foix Solanell, propietaris de la veïna casa de la torre de Foix. Prop de la masia hi ha les restes d'una església romànica dedicada a St. Salvador.